# Mień (Weichsel)
Der Mień, während der deutschen Besatzung 1941–1945 Meinbach (zu unterscheiden von dem gleichnamigen Fluss Mień (Nurzec), der über den Bug abfließt), ist ein rechter Zufluss der Weichsel in Polen. Er entspringt im Dobrzyńsker Seengebiet westlich von Sierpc, durchfließt in westlicher Richtung die Städte Skępe und Lipno und mündet unterhalb von Nieszawa in die Weichsel. Die Länge des Laufs beträgt 53,5 km. 